# フランシーナ・アルメンゴル
フランシーナ・アルメンゴル（Francina Armengol）ことフランセスカ・リュック・アルメンゴル・ソシアス（Francesca Lluc Armengol Socías、1971年8月11日 - ）は、スペイン・バレアレス諸島県インカ出身の政治家（女性）。スペイン社会労働党(PSOE)所属。2019年から3年間バレアレス諸島州首相を務め、2023年からスペイン下院議長を務めている。

## 経歴
1971年8月11日、フランシーナ・アルメンゴルはバレアレス諸島マヨルカ島のインカに生まれた。父親のジャウマ・アルメンゴル・コイは薬剤師であり、また1991年から1995年にインカ市長を務めている。1995年、フランシーナはバルセロナ大学薬学部を卒業した。1998年から2000年までインカ市議会議員を務めた。2007年から2011年にはマヨルカ島評議会議長を務めた。2015年7月2日にはバレアレス諸島州首相に就任した。バレアレス諸島州初の女性首相である。2019年にはバレアレス諸島州首相に再選された。
2023年スペイン総選挙で、彼女はバレアレス諸島選挙区下院議員に選出された。同時に下院議長に選出されている。